# Лі (переписна місцевість, Массачусетс)
Лі (англ. Lee) — переписна місцевість (CDP) в США, в окрузі Беркшир штату Массачусетс. Населення — 1880 осіб (2020).

## Географія
Лі розташоване за координатами 42°18′25″ пн. ш. 73°15′3″ зх. д. / 42.30694° пн. ш. 73.25083° зх. д. (42.306836, -73.250736).  За даними Бюро перепису населення США в 2010 році переписна місцевість мала площу 3,53 км², з яких 3,43 км² — суходіл та 0,09 км² — водойми.

## Демографія
Згідно з переписом 2010 року, у переписній місцевості мешкала 2051 особа в 914 домогосподарствах у складі 487 родин. Густота населення становила 582 особи/км².  Було 984 помешкання (279/км²).
Расовий склад населення:
| - 93,1 % — білих - 2,0 % — азіатів - 1,0 % — чорних або афроамериканців - 0,2 % — корінних американців - 2,3 % — осіб інших рас |

До двох чи більше рас належало 1,5 %. Частка іспаномовних становила 7,2 % від усіх жителів.
За віковим діапазоном населення розподілялося таким чином: 18,7 % — особи молодші 18 років, 61,5 % — особи у віці 18—64 років, 19,8 % — особи у віці 65 років та старші. Медіана віку мешканця становила 42,3 року. На 100 осіб жіночої статі у переписній місцевості припадало 88,3 чоловіків;  на 100 жінок у віці від 18 років та старших — 89,6 чоловіків також старших 18 років.
Середній дохід на одне домашнє господарство  становив 51 950 доларів США (медіана — 34 434), а середній дохід на одну сім'ю — 74 497 доларів (медіана — 45 326). Медіана доходів становила 41 925 доларів для чоловіків та 45 313 долари для жінок. За межею бідності перебувало 17,7 % осіб, у тому числі 12,5 % дітей у віці до 18 років та 8,5 % осіб у віці 65 років та старших.
Цивільне працевлаштоване населення становило 789 осіб. Основні галузі зайнятості: освіта, охорона здоров'я та соціальна допомога — 33,8 %, роздрібна торгівля — 19,3 %, будівництво — 16,5 %.